# Arctomys Peak
Arctomys Peak är en bergstopp i Kanada.   Den ligger i provinsen Alberta, i den centrala delen av landet, 3 100 km väster om huvudstaden Ottawa. Toppen på Arctomys Peak är 2 556 meter över havet. Arctomys Peak ingår i Rocky Mountains.
Terrängen runt Arctomys Peak är bergig, och sluttar österut. Trakten runt Arctomys Peak är nära nog obefolkad, med mindre än två invånare per kvadratkilometer.. Det finns inga samhällen i närheten. 
Trakten runt Arctomys Peak är permanent täckt av is och snö.